# Ellerbek
Ellerbek (niederdeutsch: Ellerbeek) ist eine Gemeinde im Kreis Pinneberg in Schleswig-Holstein.

## Geografie

### Geografische Lage

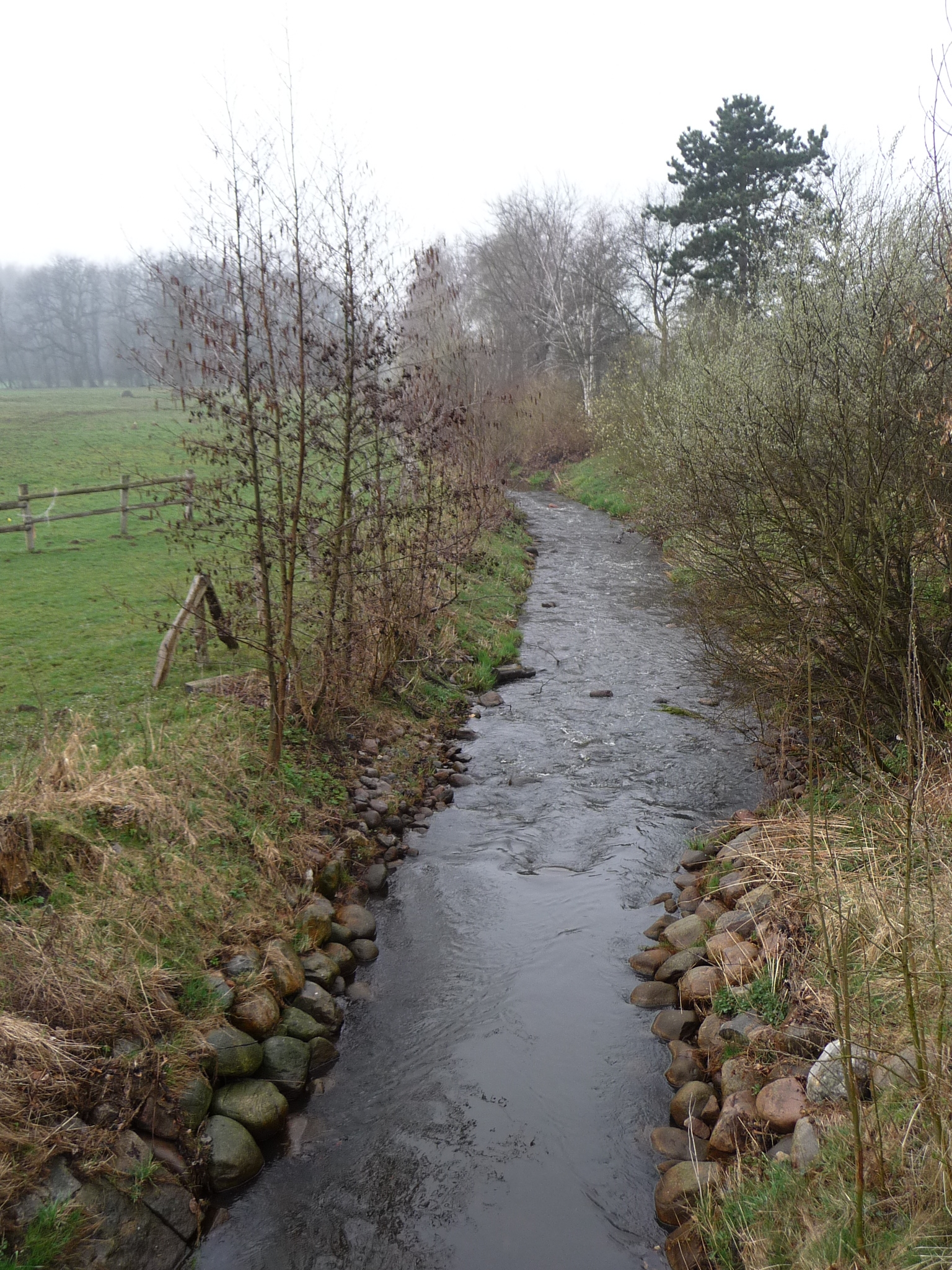
Sohlgleite Mühlenau

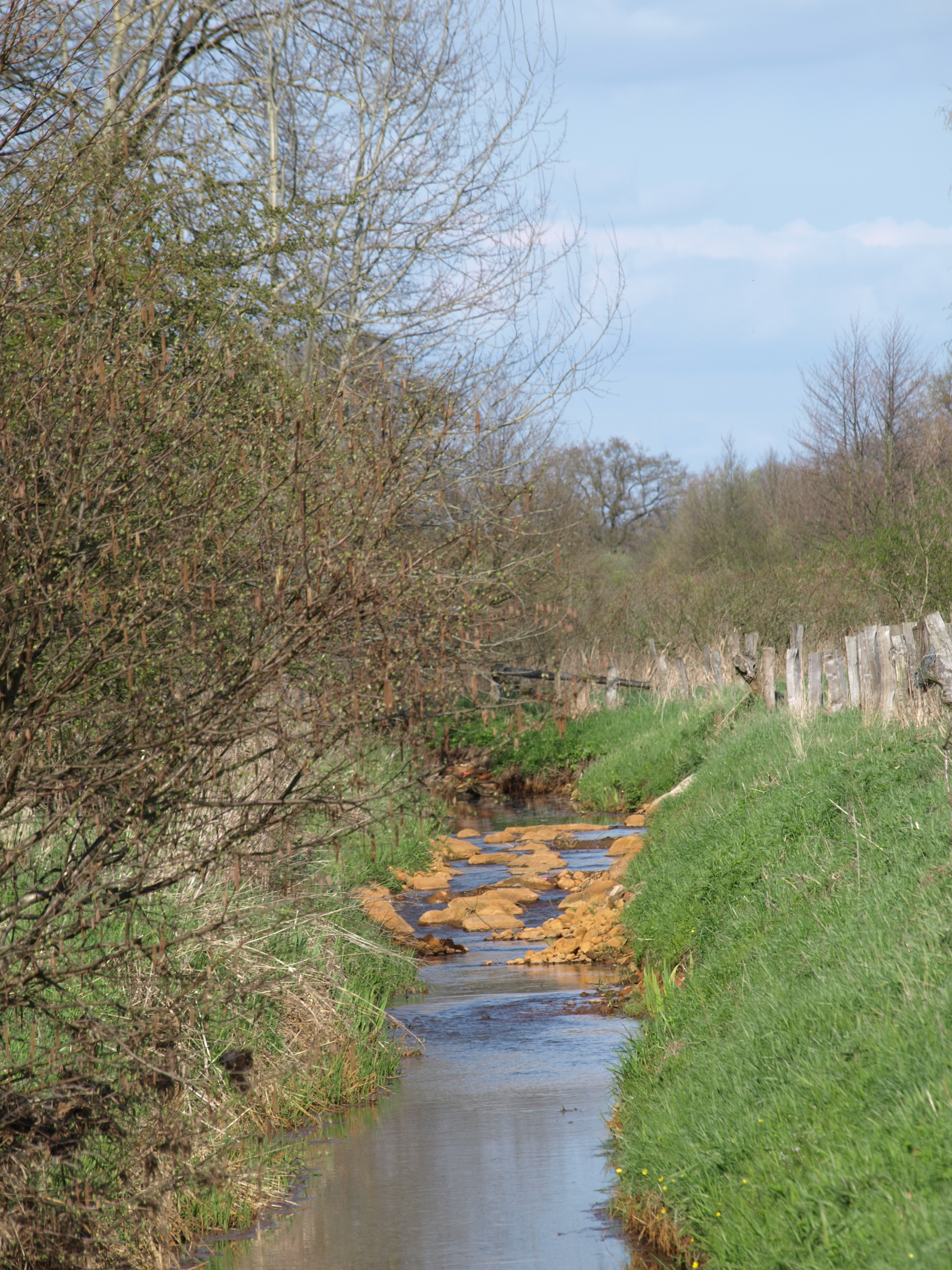
Sohlgleite Beek – niedriger Wasserstand

Das Gemeindegebiet von Ellerbek erstreckt sich am westlichen Stadtrand von Hamburg im Bereich des Naturraums Hamburger Ring am Moorgraben, sowie der Mühlenau und der Beek.
Beek und Mühlenau waren in den 1970er Jahren kanalisiert und mit Staustufen zur Wasserstandsregulierung versehen worden. Im Zuge der Renaturierung sind auf Ellerbeker Gebiet Staustufen durch Sohlgleiten ersetzt worden, um die Fischgängigkeit der Gewässer wiederherzustellen. Die Stiftung Klimawald hat 2021 einen öffentlich zugänglichen Klimawald auf der Gemarkung angelegt.

### Nachbargemeinden
Ellerbek grenzt östlich an Hamburg-Schnelsen und Bönningstedt, südlich und westlich an Rellingen, nördlich an Tangstedt.

### Siedlungsgliederung
Die Hamburger Randgemeinde Ellerbek besteht aus zwei Siedlungsbereichen. Zentral im Gemeindegebiet liegt die namenstiftende Randortlage, die auch Alt-Ellerbek genannt oder als das Alt-Dorf bezeichnet wird. Diese liegt verkehrstechnisch an der Verbindungsstraße zwischen Bönningstedt im Osten und dem teils Rellinger, teils Halstenbeker Ortsteil Krupunder, wo sie Anschluss hat an der A 23.
Im südöstlichen Teil des Gemeindegebiets entstand nach dem Zweiten Weltkrieg im Bereich der gemeindezugehörigen Flur Heidkoppel rund um den Moorgraben ein im Volksmund Neu-Ellerbek genannter weiterer Siedlungsbereich. Dieser ist baulich mit der östlich sowie südwestlich angrenzenden Siedlungsbebauung des Hamburger Stadtteils Schnelsen am Rande der Bundesstraße 4 sowie jener vom Rellinger Stadtteil Neu-Egenbüttel zu einem Siedlungskern verschmolzen.

## Geschichte
Der Ortsteil Ellerbek-Dorf war der ursprüngliche Siedlungskern mit Bauernhöfen, Gemeindeverwaltung und erster Schule. Der Ortsteil Neu-Ellerbek entstand nach 1945 als Flüchtlingssiedlung. Während das Dorf bis in die 1980er Jahre einen ländlichen, von Bauernhöfen und Baumschulen geprägten Charakter behielt, war Neu-Ellerbek eine neu errichtete Siedlung mit Einfamilienhaus-Bebauung und Gewerbeansiedlung.

## Politik

### Gemeindevertretung
Bei der Kommunalwahl am 14. Mai 2023 wurden insgesamt 17 Sitze vergeben. Von diesen erhielt die CDU sechs Sitze, die FDP erhielt fünf Sitze, die Grünen erhielten vier Sitze und die SPD erhielt zwei Sitze.

### Wappen
Das Wappen wurde am 6. August 1970 genehmigt.
Blasonierung: „In Gold ein aufrecht stehender grüner Erlenzweig mit fünf Blättern über blauem Wellenbalken im Schildfuß.“
Der Erlenzweig im Wappen der Gemeinde Ellerbek gibt nach dem Verfahren des pars pro toto, d. h. der nur teilweisen Darstellung eines Gegenstandes, die Eller, also die Erle, bildlich wieder. Der Wellenbalken steht für den Bach, niederdeutsch „Bek“. Durch beide Figuren wird der Ortsname also redend wiedergegeben. Ebenso wie Ellerau bedeutet der Gemeindename Ellerbek „Erlenbach“. Der sprachliche Unterschied ist unbedeutend. Sachlich kann er jedoch durch eine andere Topographie begründet sein. Eine Au bedeutet in den meisten Fällen einen Wasserlauf in einer Wiesenlandschaft, während ein Bach auch in steinigem oder waldreichem Gebiet fließen kann. Das ist hier der Fall: Ellerbek gehörte bis ins letzte Jahrhundert zur Haus- und Waldvogtei Pinneberg und beherbergte auf seiner Feldmark neben mehreren, den Ortsangesessenen gehörenden „Buschkoppeln“, d. h. mit Gehölzen bestandenen Flurstücken, das königliche Ellerbeker Gehege. Der Holzreichtum des Ortes hat zu einem gewissen Wohlstand geführt, der sich in der goldenen Schildfarbe andeutet.
Das Wappen wurde vom Heraldiker Willy „Horsa“ Lippert gestaltet.

### Flagge
Die Flagge wurde am 24. September 2009 genehmigt.
Auf gelbem Flaggentuch die Figuren des Gemeindewappens in flaggengerechter Tinktur.

## Sport
Der TSV Ellerbek erlangte besonders durch seine Handballmannschaften einen gewissen Bekanntheitsgrad. Um die 30 Handballmannschaften hat der TSV Ellerbek im Punktspielbetrieb gemeldet.
Neben Handball werden auch Tischtennis (früher auch SG Ellerbek-Halstenbek), Volleyball, Schwimmen und viele Kurse angeboten.
Der Tennisclub Ellerbek wurde 1966 gegründet und hat rund 350 Mitglieder. Die Tennisanlage mit ursprünglich zwei Sandplätzen wurde bis 1981 auf acht Plätze erweitert. Im Mai 2012 wurde beim TC Ellerbek eine zertifizierte Deutsche Tennisschule eröffnet.

## Wirtschaft und Infrastruktur

### Bildung
Ellerbek verfügt mit der 1963 gegründeten Hermann-Löns-Schule über eine Grundschule für die Klassenstufen 1 bis 4.

### Verkehr
Ellerbek wird innerhalb des Hamburger Verkehrsverbundes (HVV) durch die VHH-Buslinien X95, 195 und 295 mit der Kreisstadt Pinneberg einerseits und Hamburg-Schnelsen, dem U-Bahnhof Niendorf Nord und dem Hamburger Flughafen sowie Bönningstedt und dem U-Bahnhof Garstedt in Norderstedt andererseits verbunden. Die Schulbuslinie 781 verbindet Neu Ellerbek und Ellerbek-Dorf mit Rellingen und dem Wolfgang-Borchert-Gymnasium in Halstenbek. Östlich des Gemeindegebietes verläuft tangential die HVV-Vorortbahnlinie A1 der AKN von Hamburg-Eidelstedt (hier S-Bahn-Anschluss) über Schnelsen, Bönningstedt, Quickborn und Henstedt-Ulzburg nach Kaltenkirchen im recht dichten Takt und weiter über Bad Bramstedt nach Neumünster.